# Одвојени али једнаки
Одвојени али једнаки (енгл. separate but equal) је била правна доктрина у уставном праву Сједињених Америчких Држава која је оправдавала систем сегрегације. Према овој доктрини, јавне услуге и смештај су могли бити раздвојени према раси, под условом да квалитет објеката и услуга намењених свакој раси буде исти. Фраза одвојено али једнако изведена је из текста једног закона који је усвојен у Луизијани 1890.
Доктрина одвојено али једнако легализована је 1896, пресудом Врховног суда у предмету Плеси против Фергусона. У овој пресуди, Суд је прогласио легалним закон Луизијане који је прописивао да у возовима морају постојати одвојени вагони за белце и црнце. Три године касније, Суд је новом пресудом у случају Каминг против Одбора за образовање округа Ричмонд легализовао расну сегрегацију и у државним школама.
У наредном периоду су, углавном у јужном делу САД, раздвојене школе, универзитети, болнице, објекти јавног превоза, јавни тоалети и други објекти. Иако је уставна доктрина захтевала једнакост, у пракси су објекти и услуге које су користили црнци били лошијег квалитета од оних које су користили белци. На пример, многе америчке школе које су похађали црнци су добијале мање средстава по ученику него школе које су похађали белци.
Борба против доктрине одвојено али једнако била је најважније питање Покрета за грађанска права педесетих и шездесетих година 20. века. Расна сегрегација у школама укинута је пресудом Врховног суда у случају Браун против Одбора за образовање Топике, док је у случају Болинг против Шарпа забрањена и на федералном нивоу у Дистрикту Колумбија. Овим пресудама доктрина је званично укинута, иако је још извесно време примењивана у пракси.